# Raphaelle Plante
Raphaelle Plante (Vienna, 19 agosto 2002) è una nuotatrice artistica canadese.

## Palmarès

### Coppa del Mondo
- 7 podi:
  - 3 secondi posti (3 nella gara a squadre)
  - 4 terzi posti (4 nella gara a squadre)